# Józef Świniarski
Józef Świniarski (ur. 17 marca 1932, zm. 17 lipca 2018) – polski specjalista w zakresie technik rybołówstwa, prof. zw. dr hab. inż.

## Życiorys
W 1961 ukończył studia rybackie w Wyższej Szkole Rolniczej w Olsztynie. Obronił pracę doktorską, następnie uzyskał stopień doktora habilitowanego. W 1982 nadano mu tytuł profesora w zakresie nauk rolniczych. Objął funkcję kierownika w Zakładzie Techniki Rybołówstwa na Wydziale Nauk o Żywności i Rybactwa Akademii Rolniczej w Szczecinie.
Zmarł 17 lipca 2018.

## Odznaczenia
- Medal Komisji Edukacji Narodowej[3]
- Krzyż Kawalerski Orderu Odrodzenia Polski[3]
- Krzyż Oświęcimski[3]